# کندی برک
کندی برک (انگلیسی: Kennedy Burke؛ زادهٔ ۱۴ فوریهٔ ۱۹۹۷) بازیکن بسکتبال اهل ایالات متحده آمریکا است.